# Polánka (district de Plzeň-Sud)
Polánka (en allemand : Polanka) est une commune du district de Plzeň-Sud, dans la région de Plzeň, en République tchèque. Sa population s'élevait à 42 habitants en 2022.

## Géographie
Polanka se trouve à 6 km au sud-sud-ouest de Nepomuk, à 37 km au sud-sud-est de Plzeň et à 96 km au sud-ouest de Prague.
La commune est limitée par Neurazy et Kozlovice au nord, par Kramolín à l'est, par Myslív au sud, et par Plánice à l'ouest.

## Histoire
La première mention écrite de la localité date de 1381.

## Galerie

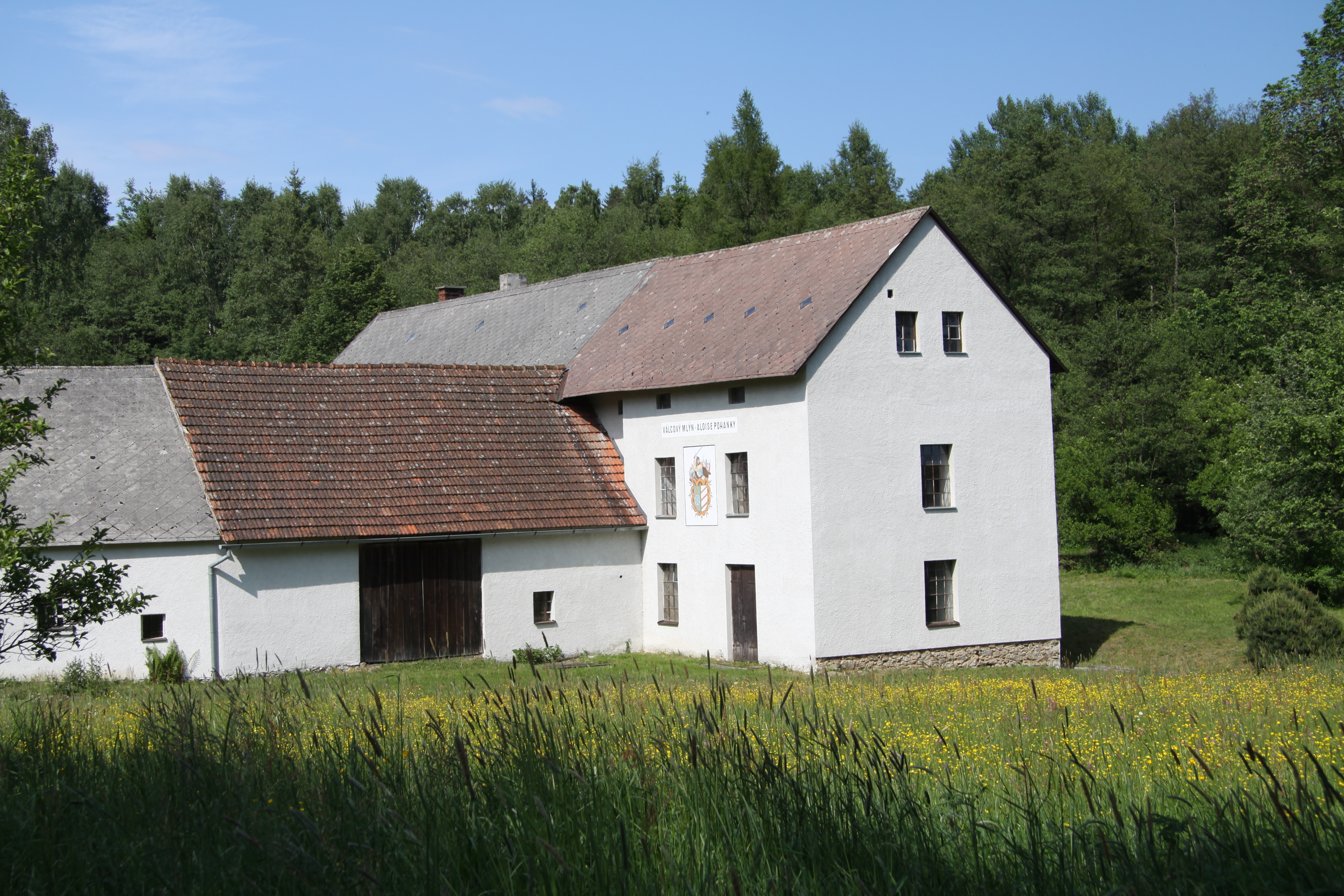
Ancien moulin.

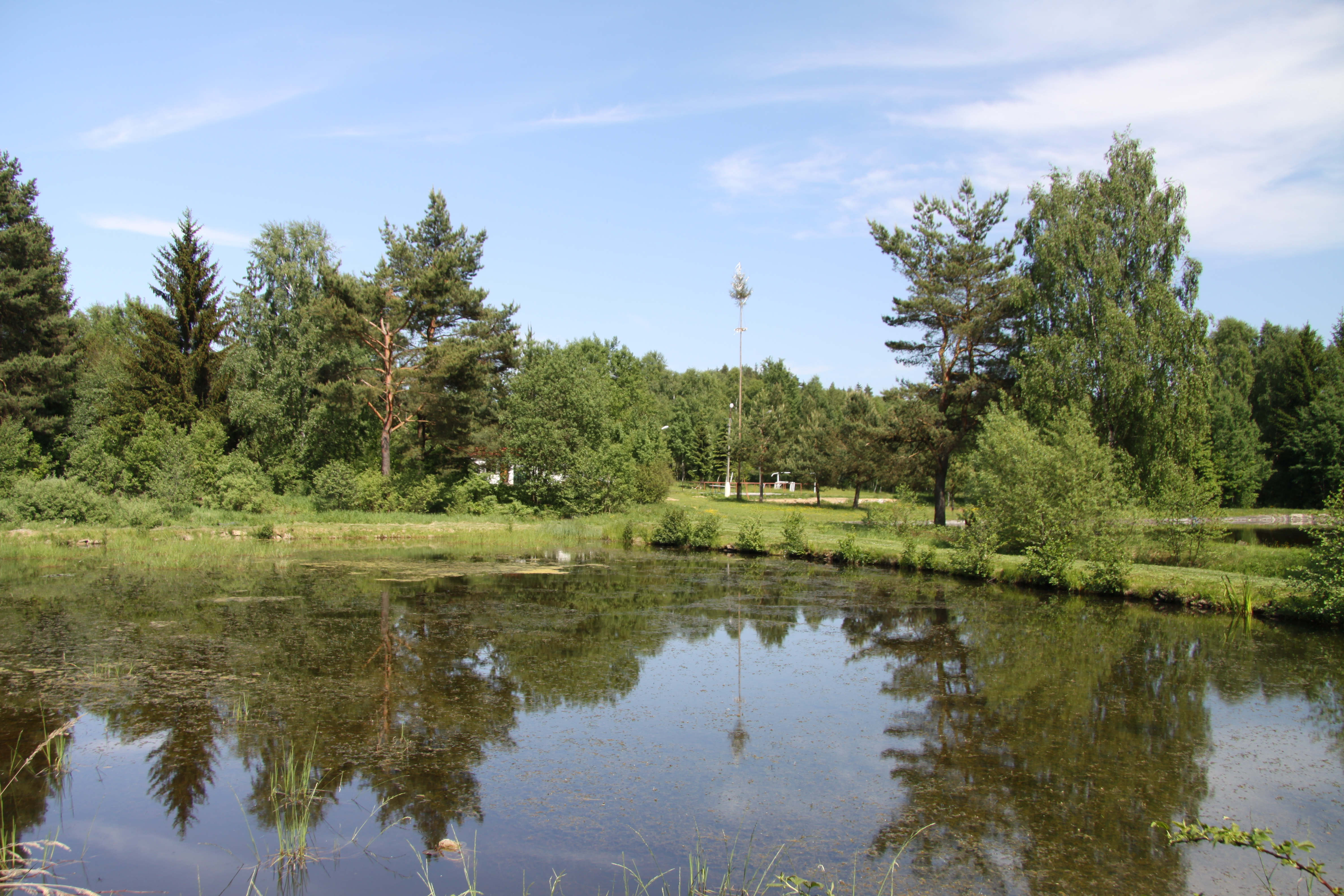
Étang de la zone humide de Polánka.
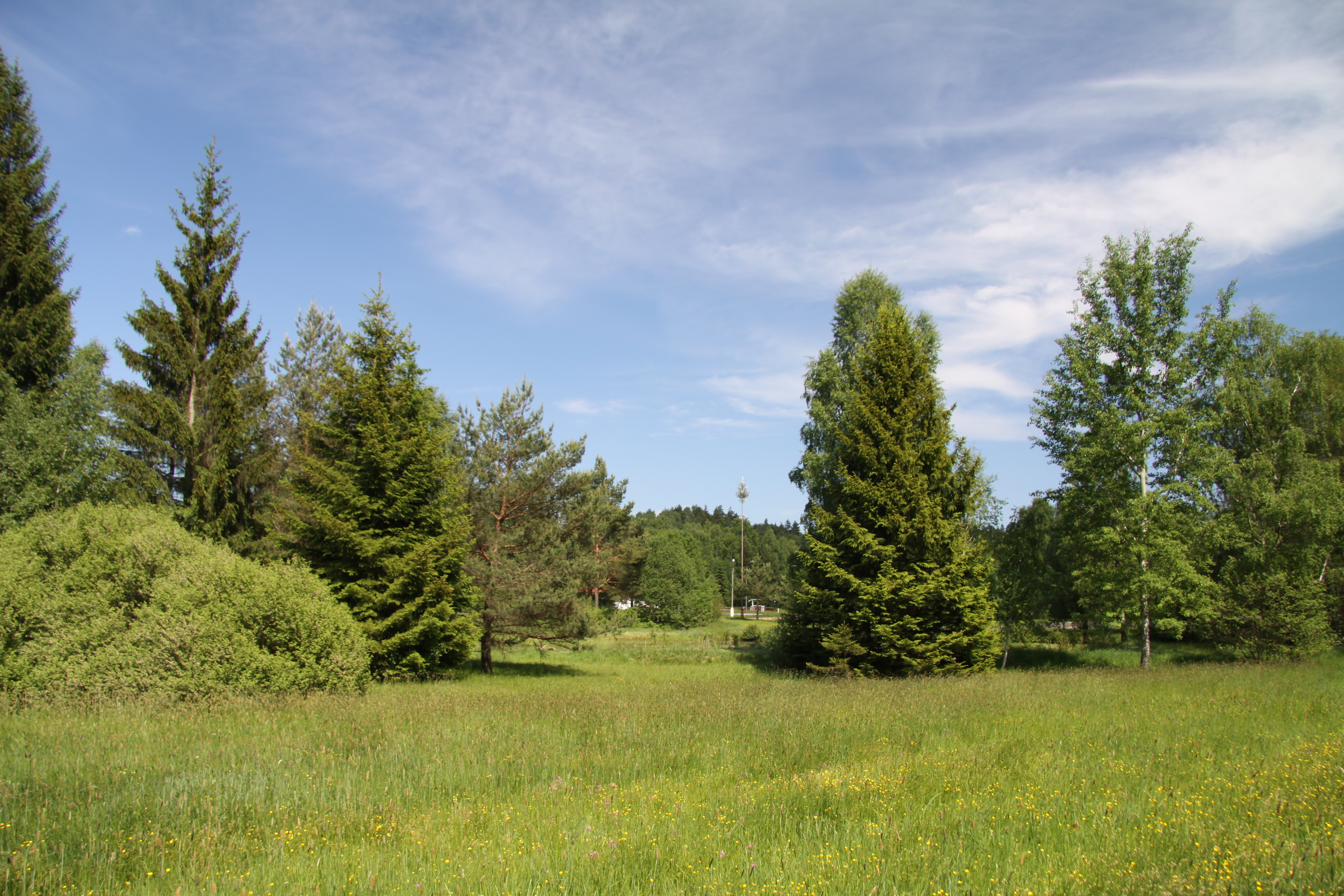
Zone humide de Polánka.

## Transports
Par la route, Polánka se trouve à 7 km de Nepomuk, à 43 km de Plzeň et à 116 km de Prague. 